# Ельково (Хиславичский район)
Ельково — бывшая деревня в Хиславичском районе Смоленской области России. Находится на землях современного Череповского сельского поселения. Находилась в 2-3 км северо-восточней современной деревни Хохловка, в 15 км к югу от города Починок.

## История
Обозначена на карте РККА 1924, 1926 годов как деревня с 25 дворами.
В справочнике административно-территориального деления Смоленской области отмечается существование деревни до 1943 года.
.